# (33350) 1998 XY86
1998 XY86 (asteroide 33350) é um asteroide da cintura principal. Possui uma excentricidade de 0.20982850 e uma inclinação de 4.57944º.
Este asteroide foi descoberto no dia 15 de dezembro de 1998 por LINEAR em Socorro.